# Ivo Chlupáč
Ivo Chlupáč (6. prosince 1931 Benešov – 7. listopadu 2002 Praha) byl český geolog a paleontolog. Věnoval se především výzkumu devonu v oblasti Barrandienu.
Zasloužil se zejména o výzkum devonských usazenin v okolí Prahy, v nichž nalezl graptolity. Tím změnil dosavadní názory na jejich chronologické umístění, předtím byli nalezeni pouze ve starších usazeninách (silurského a ordovického stáří). Otevřel znovu otázku stratigrafie siluru a devonu. Později byl na základě jeho prací vytyčen mezinárodní stratotyp hranice silur-devon a devon byl rozdělen na standardní globální stupně lochkov a prag.

## Vědecké dílo
V 50. letech 20. století objevil v okolí Prahy v silurských usazeninách fosílie graptolitů (drobných polostrunatců), kteří byli do té doby známí pouze ze starších období – především z ordoviku.
Na základě jeho detailních geologických a paleontologických prací a díky jeho dlouholetému úsilí byl ve středních Čechách vyhlášen uznávaný stratotyp (zjednodušeně standardní hranice) silur–devon (lokalita Klonk u Suchomast jižně od Berouna). Jde o první vyhlášený stratotyp na světě.
Přispěl taky k rozdělení spodního devonu na standardní stupně lochkov a prag. V paleontologii se věnoval trilobitům a dalším členovcům (kyjonožci, korýši z podtřídy Phyllocarida aj.).
Byl světově uznávaným odborníkem především na období devonu – dlouhou dobu pracoval v Mezinárodní subkomisi pro devonskou stratigrafii Mezinárodního svazu geologických věd (International Subcommission on Devonian Stratigraphy v rámci International Union of Geological Sciences).

Učil na Přírodovědecké fakultě Univerzity Karlovy v Praze. Ovlivnil tak dvě generace českých geologů. Navzdory své odborné činnosti nikdy nezapomínal na amatérské zájemce o geologii. V posledních deseti letech života shrnul své poznatky do několika popularizačních publikací. Jsou to např. Vycházky za geologickou minulostí Prahy a okolí (1999) nebo Geologická minulost České republiky (2002, doplněné vydání 2011).

### Literární dílo
Za více než 50 let (v rozmezí 1951–2002) napsal Ivo Chlupáč přes 300 vědeckých článků a děl.
Ke konci života napsal několik knížek vhodných i pro amatérské geology a paleontology, především:
- Geologické zajímavosti pražského okolí (1988)
- Vycházky za geologickou minulostí Prahy a okolí (1999) ISBN 80-200-0680-X
- Geologická minulost České republiky (2002) ISBN 80-200-0914-0

## Ocenění
- Z úcty k jeho celoživotnímu dílu bylo v prostorách Přírodovědecké fakulty UK na Albertově 6 otevřeno Chlupáčovo muzeum historie Země.
- Za knihu Geologická minulost České republiky obdržel v roce 2002 Literární cenu Josefa Hlávky in memoriam.[7] [8]
- Je po něm pojmenována jeskyně Chlupáčova slůj v lomu Kobyla v Českém krasu.[9]
- Planetka č. 5844 (1986 UQ), kterou objevila na hvězdárně Kleť astronomka Zdeňka Vávrová, nese jméno Chlupáč.[10]